# جيرالد مور (ناقد أدبي)
جيرالد مور (بالإنجليزية: Gerald Moore)‏ هو ناقد أدبي نيجيري، ولد في 1924.